# 石原勝
石原 勝（いしはら まさる、1954年〈昭和29年〉1月12日 - ）は、元朝日放送アナウンサー。現在はABC音楽振興会へ出向中。

## 来歴・人物
岡山県倉敷市生まれ。後に大阪市北区へ移住して、1977年に朝日放送へ入社。同期入社のアナウンサーに、武周雄（現在はABC開発常務）と中原秀一郎（後に監査役会事務局次長などを経て定年退職）がいる。
朝日放送への入社2年目（1978年）には、中原とともに、朝日放送ラジオの全国高校野球選手権大会中継で全試合スタンドリポーターを務めた。後に『ABCヤングリクエスト』（『ヤンリク』の愛称で知られた朝日放送ラジオの深夜番組）や『昼いち歌謡曲』（朝日放送ラジオで平日のランチタイムに放送されていた音楽リクエスト番組）などでパーソナリティを担当したが、人事異動でアナウンス職を離れたことを機に、東京支社報道部・国会担当記者・ラジオ局編成制作部・報道局デスクを歴任した。
ラジオ局編成制作部時代は、アナウンス部との兼務扱いで、『ABCラジオショッピング おはよう夢市場〜石原勝です!』に出演。『Club JONR』（『ヤンリク』のOBが週替わりで出演していたABCラジオの深夜番組）でパーソナリティを務めていたが、出向先の職務が多忙なことなどを理由に、2011年5月10日放送分で降板した。

## 出演番組
- ABCヤングリクエスト[1]
- 全国高校野球選手権大会中継
- ABCラジオナイター（実況・リポーター）
- ABC土曜リクエスト
- 昼いち歌謡曲（1984年頃に放送された帯番組、メインパーソナリティ）[1]
- 体あたり歌謡曲昼一番（1985年4月 - 9月、メインパーソナリティ）
- ABCチャンピオンシップゴルフトーナメント（1988年のテレビ中継で決勝ラウンドの実況を担当）
- ABCラジオショッピング おはよう夢市場〜石原勝です!（2007年 - 2009年3月）
- Club JONR（2009年10月 - 2011年5月10日、週替わりパーソナリティ）

他